# Bossage (architecture)
Pour les articles homonymes, voir Bossage.

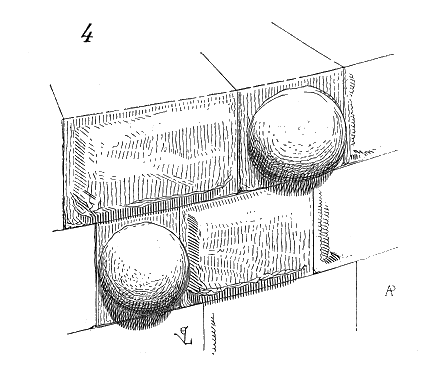
Bossage en demi-sphère.

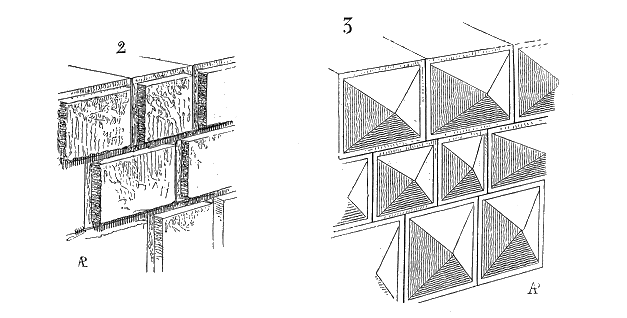
Bossage en table et en pointe de diamant.

Un bossage, en architecture, est une saillie à la surface d'un ouvrage de pierre. Cette saillie peut être sculptée ou laissée brute, le plus souvent pour orner un édifice, créant un jeu d'ombre et de lumière, ou bien assez rarement dans un but défensif, rendant le mur moins vulnérable aux attaques par boulets ou par sape. 

## Description
Il est possible de considérer les ornement simplement épannelés comme des bossages tels que les chapiteaux des colonnes, les modillons, clefs, consoles, cartels, armoiries, ou autres saillies en pierre. Il s'agit alors de bossages bruts, formés de pierres en saillie, posées par les maçons à l'endroit où le sculpteur doit achever son travail. Ainsi les bossages peuvent exister pour des raisons d'économie, puisque le parement ne répond à aucune nécessité architecturale. Le bossage peut constituer le parement d'un mur entier (sur toute la façade ou sur son soubassement), ou bien peut être localisé, afin de souligner un élément, telle qu'une clef d'arc traitée en bossage, ou bien un bossage en chaîne d'angle, les bossages peuvent alors être alignés ou harpés. Une colonne peut également être traitée en bossage, sur l'intégralité de son fût ou bien en alternance (un-sur-deux, un-sur-trois) comme sur une colonne bandée. Le bossage peut être continu, ou coupé par des refends verticaux.
Les historiens de l'art distinguent notamment :
- le bossage en table : le parement est parfaitement plat et nu, et les ressauts à arête vive, par opposition aux bossages à parement orné et ressauts moulurés ;
- le bossage en pointe de diamant : le parement est taillé à quatre pans qui se rejoignent au centre par une arête lorsque le bossage est de forme rectangulaire, ou qui se terminent en pointe lorsque le bossage est carré ;
- le bossage vermiculé : le parement est strié d'ornements ayant la forme de vers, il existe des variations tels que le bossage piqueté ou étoilé[4]
- le bossage à refend : les pierres sont taillées en saillie de manière à faire ressortir les assises ;
- le bossage rustique : le parement est fait de la pierre laissée brute ;
- le bossage en cavet : la saillie du bossage est terminée par un cavet entre deux filets ;
- Le bossage à onglets : les joints du parement sont figurés par des canaux larges et profonds[2].

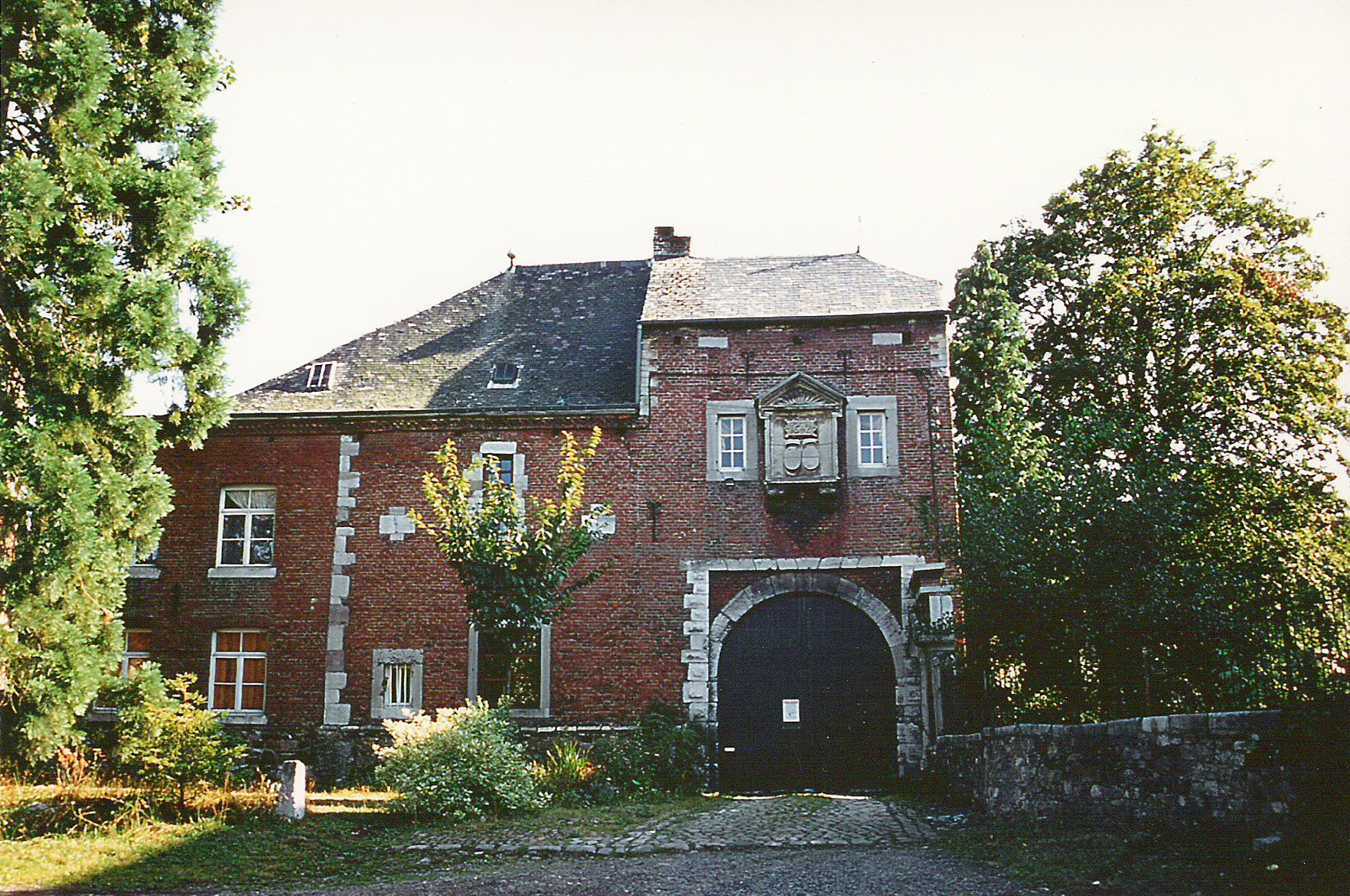
La feuillure du tablier de l'ancien pont-levis de la ferme castrale de Hermalle-sous-Huy est ornée de bossages.
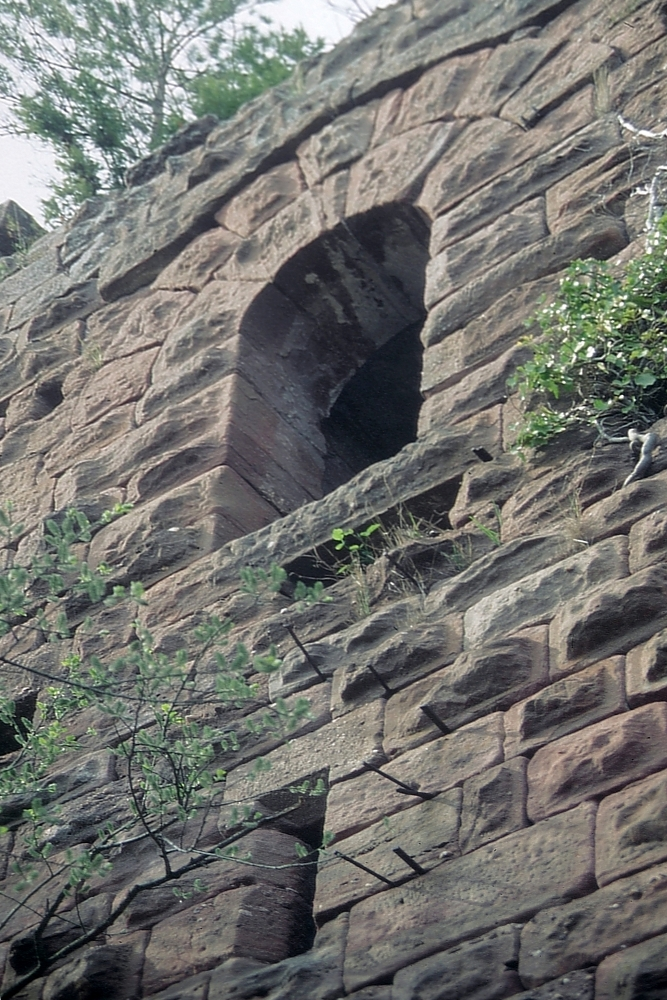
Mur du château de Guirbaden orné de bossages défensifs.
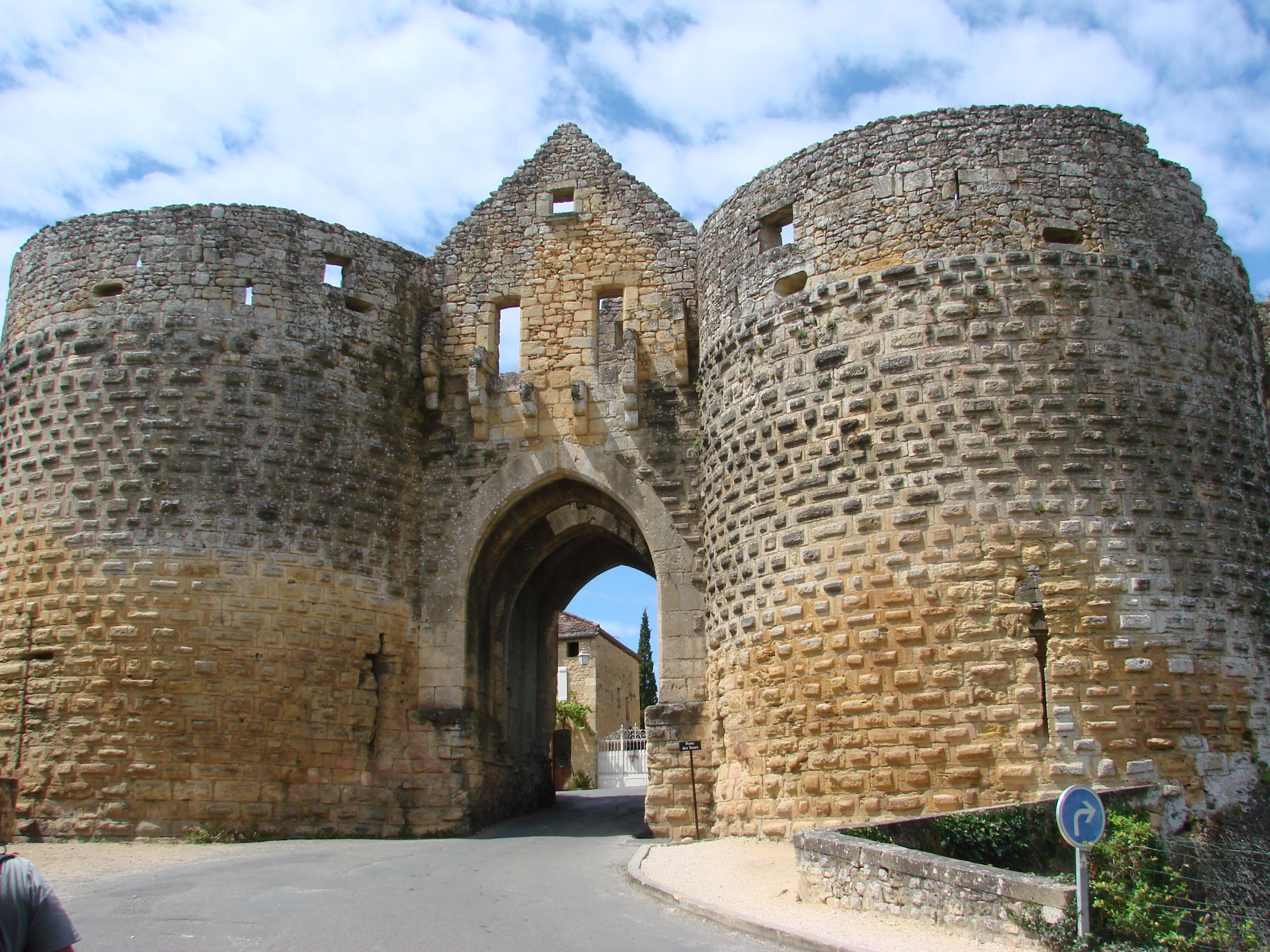
Porte des tours (13e siècle), à Domme.
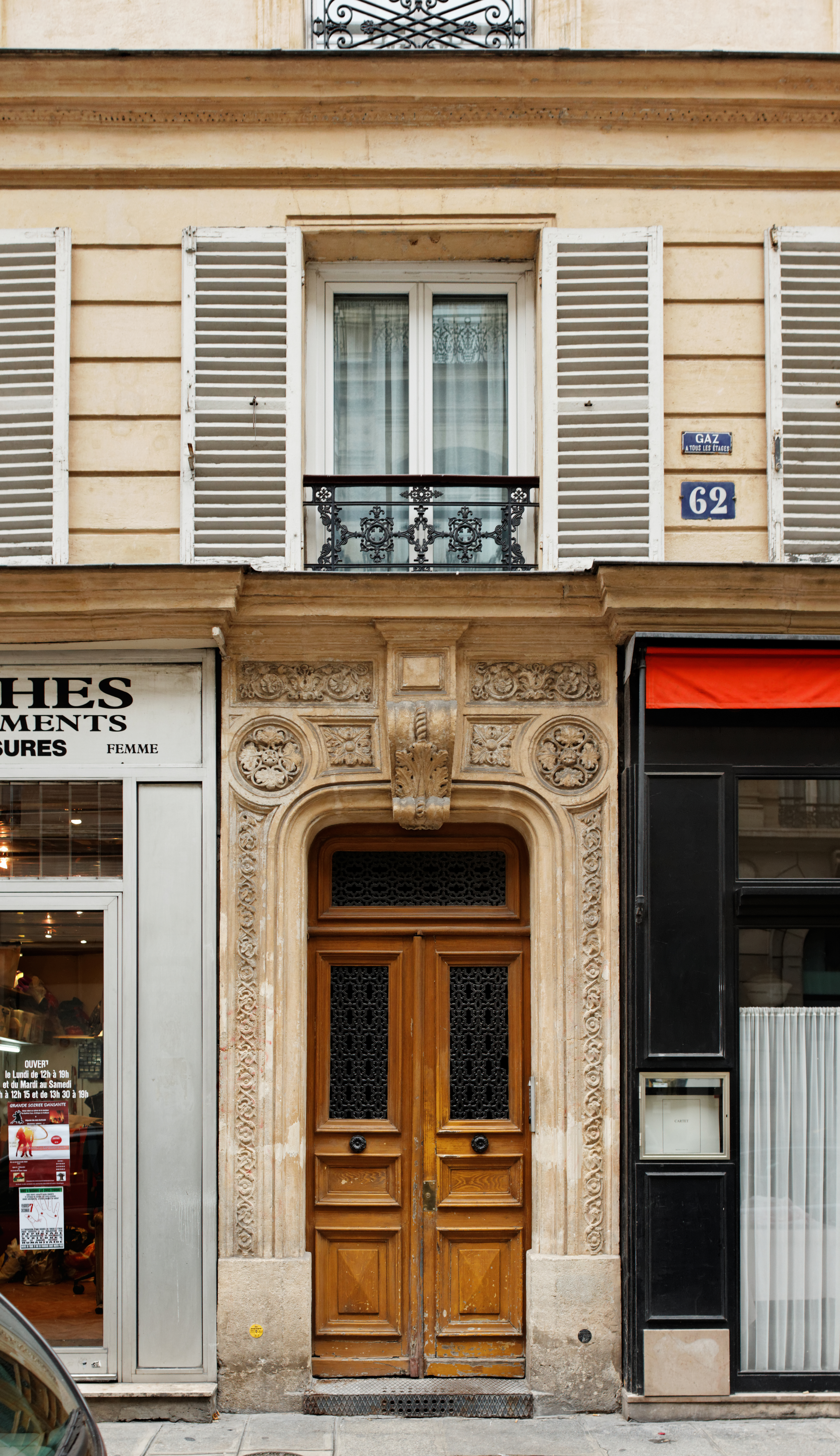
Entresol à bossage à refend continu en tables.
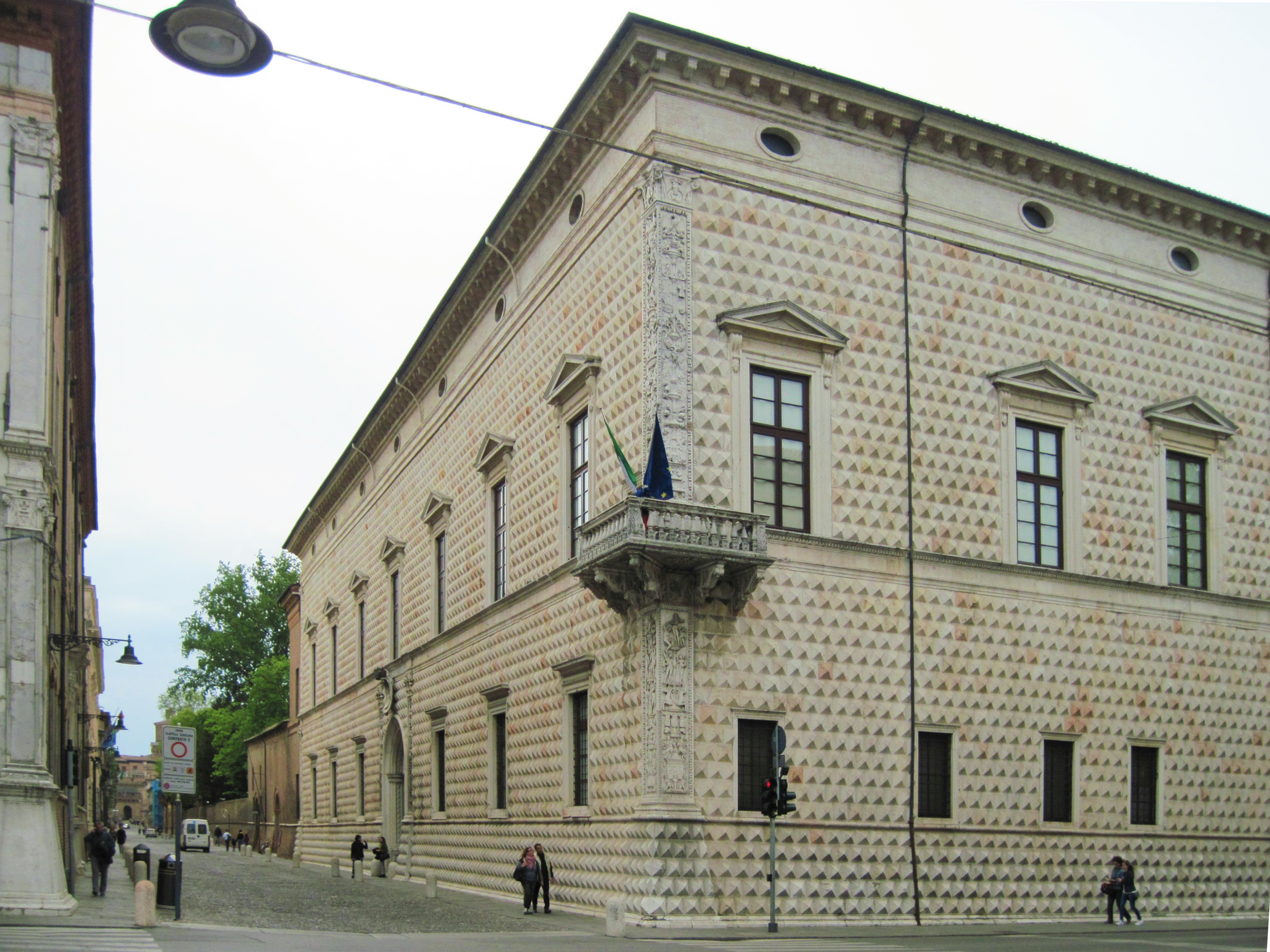
Bossage en pointe de diamant au Palazzo dei Diamanti de Ferrare.
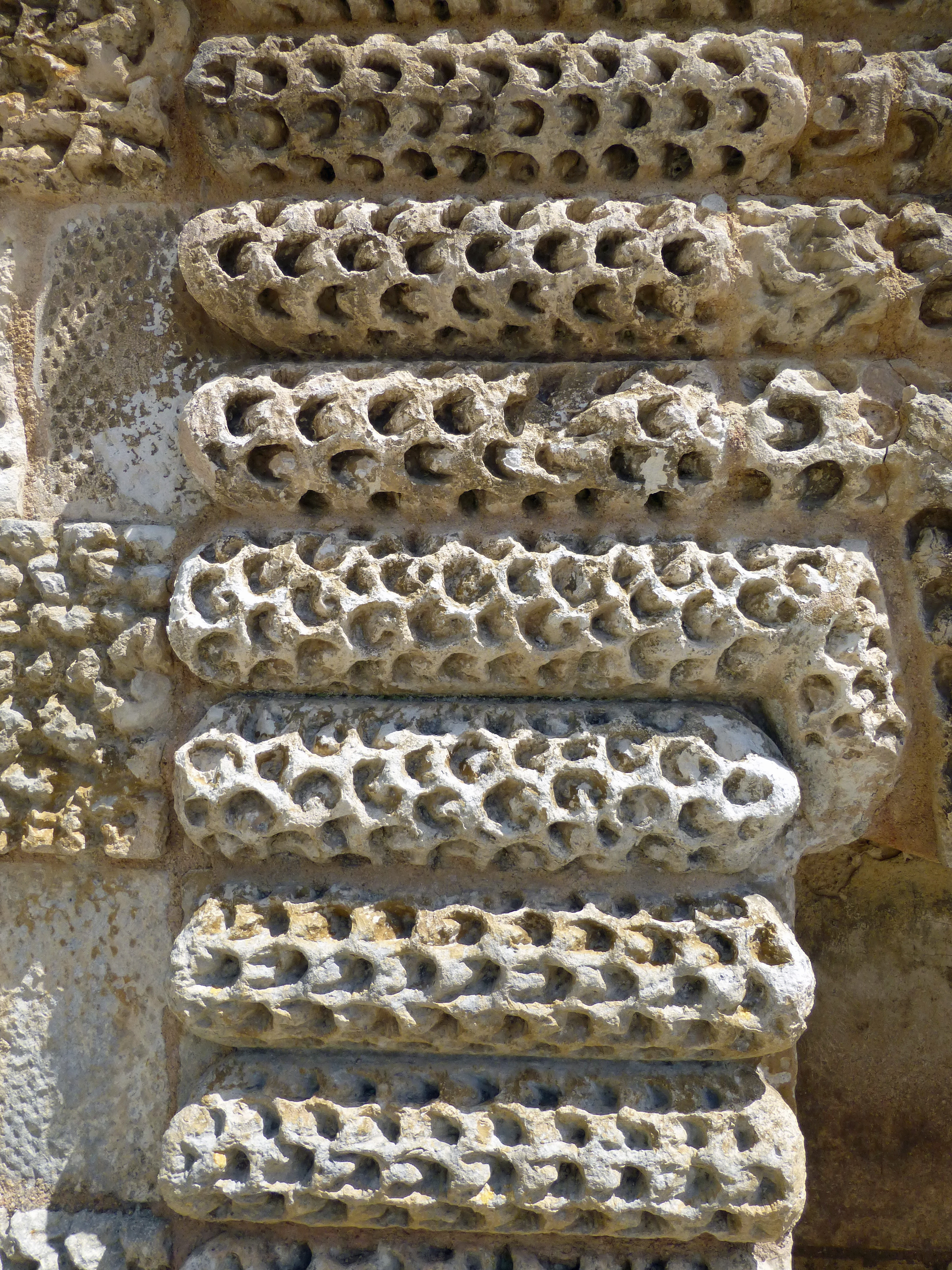
Bossage vermiculé au château de Tanlay (Yonne, France).
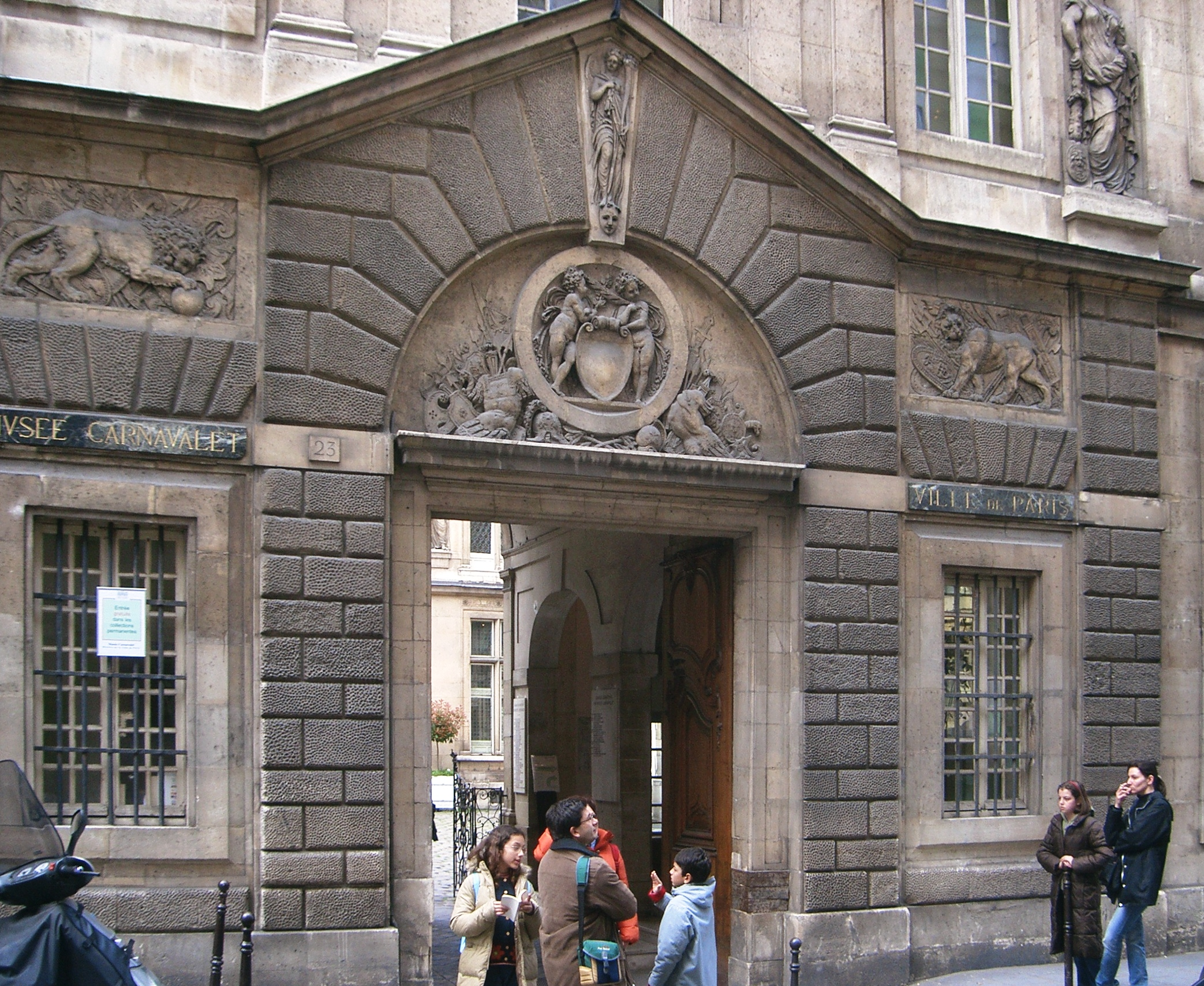
Détail du portail à bossages piquetés de l'hôtel Carnavalet (Paris).
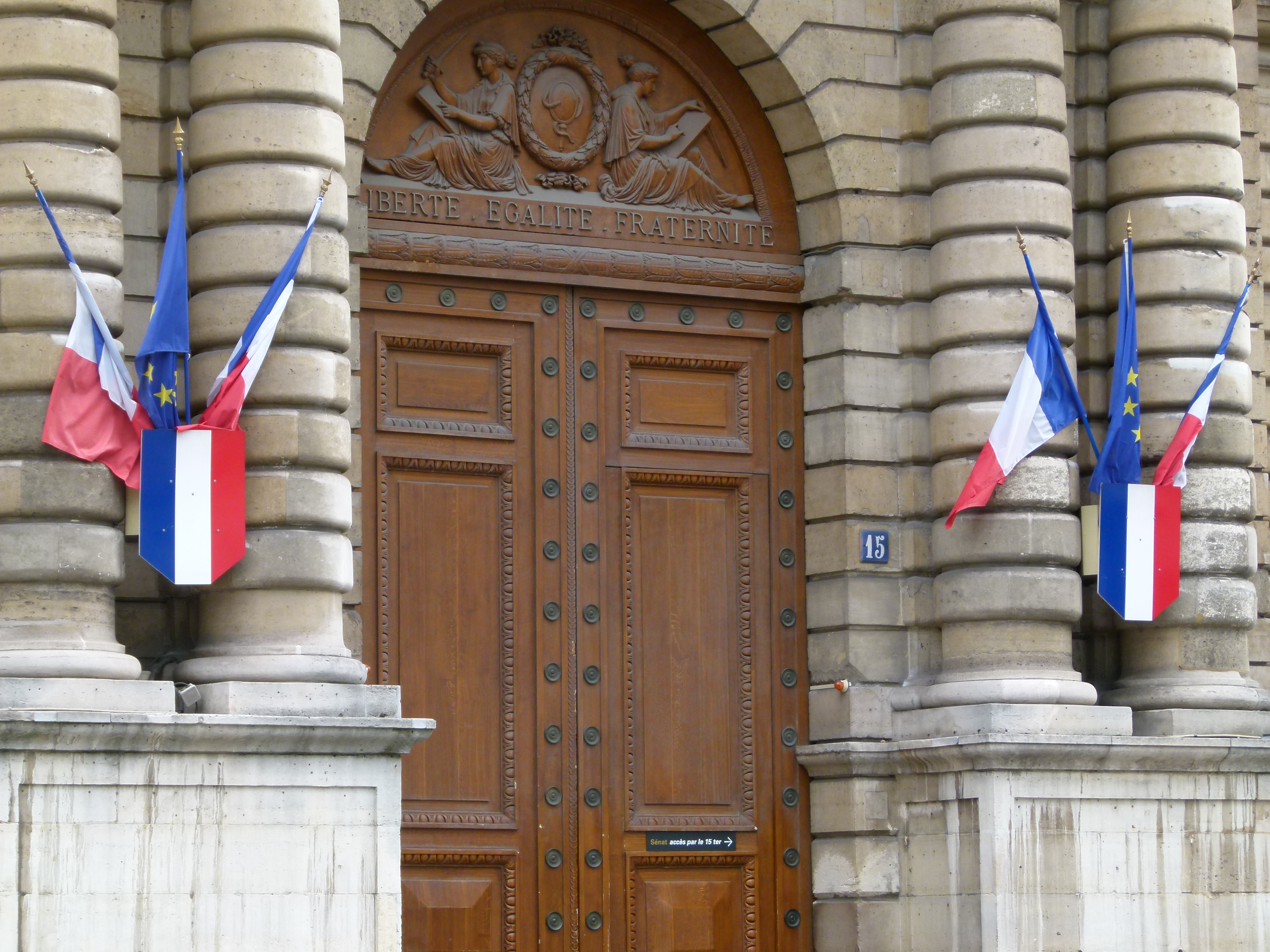
Bossages sur le fût des colonnes du palais du Luxembourg (Paris).
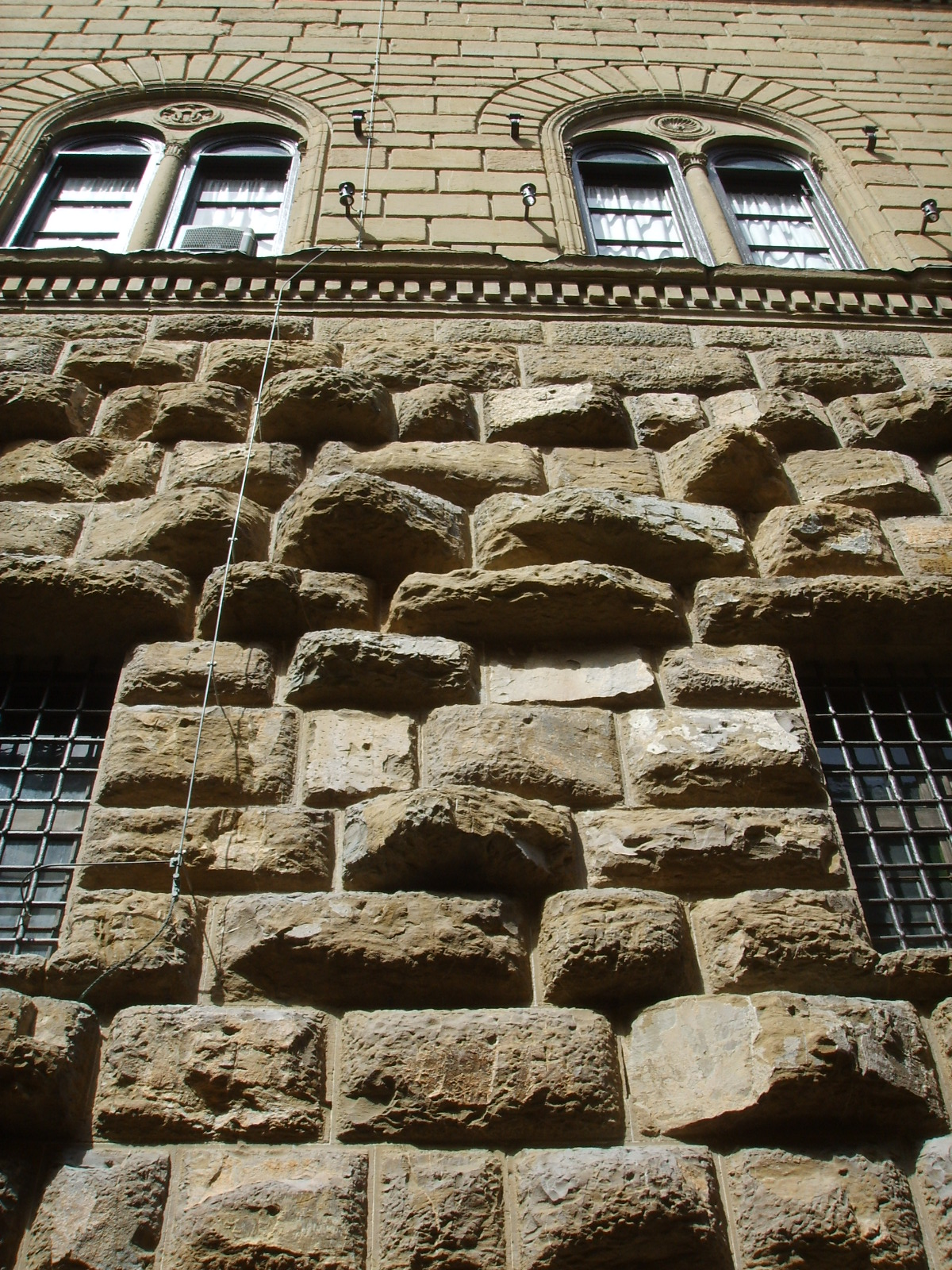
Bossage rustique du palazzo Medici-Riccardi de Florence.
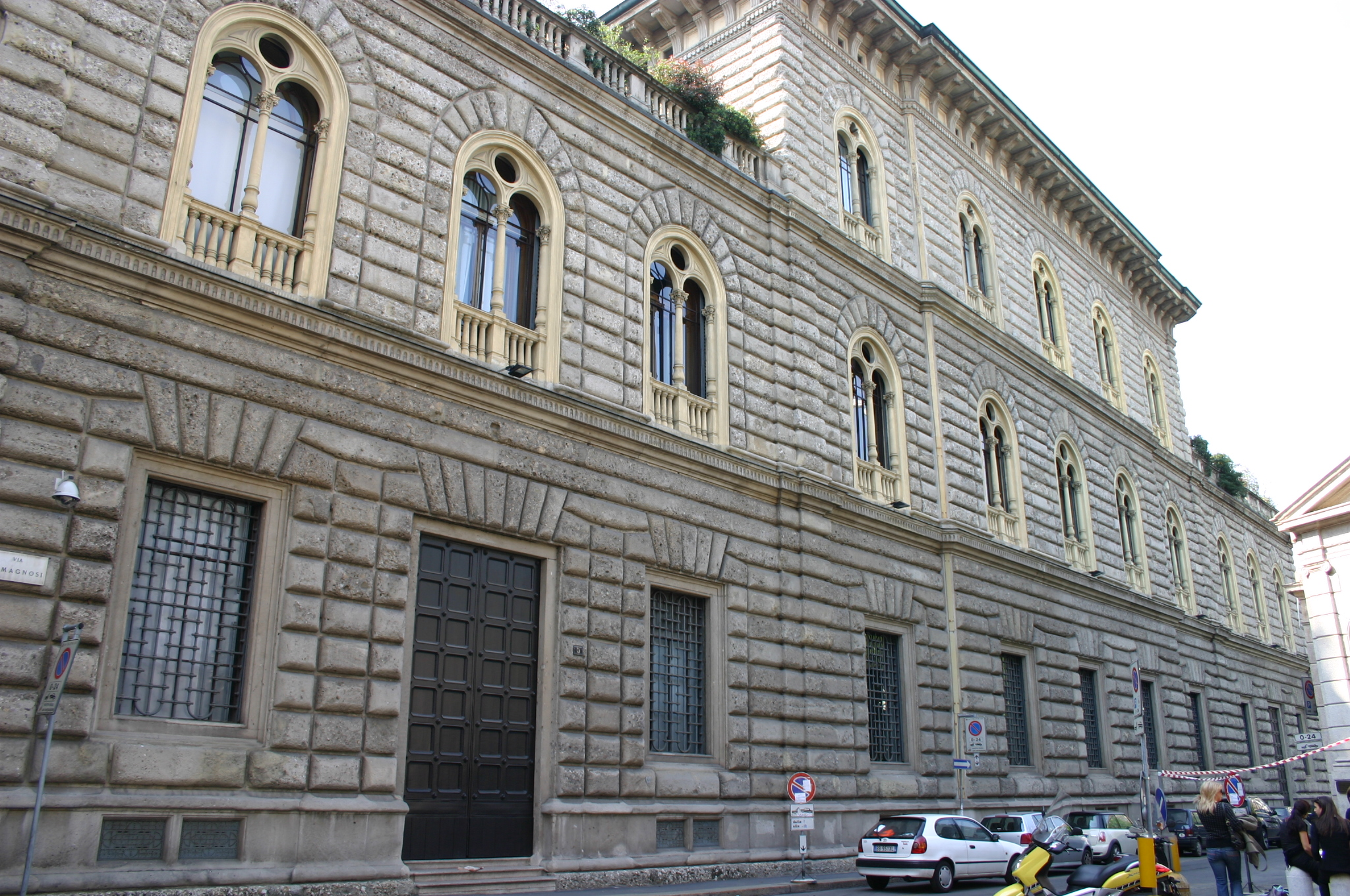
La Ca' de Sass à Milan

Les assises ressemblent à des bossages en table de très faible saillie. Dans l'architecture classique établie par Vignole, la hauteur des refends séparant les assises doit être d'un dixième de celle de ces assises.
La façade du palais Schwarzenberg, à Prague, offre, sur une grande surface, une imitation de bossages par des sgraffites noirs et blancs.

## Éléments historiques
Le bossage apparaît dans l'architecture antique où il permet de construire à moindre coût et de satisfaire le goût des commanditaires des édifices. Il est repris ensuite à différentes époques : son emploi dans les fortifications médiévales contribue à réduire les dommages que peuvent causer les engins de siège. Il a une fonction plus expressive et emblématique dans l'architecture moderne depuis la Renaissance.